# チシマアマナ属
チシマアマナ属（チシマアマナぞく、学名：Lloydia 、漢字表記：千島甘菜属）はユリ科の属の1つ。

## 特徴
多年草。地下に外被鱗茎がある。根出葉があり、花茎に少数の葉がつく。花は白色または黄緑色。花被片は6個あり、漏斗状になり平開しない。腺体があるものとないものがあり、花被片は花後にも枯れたまま果期まで残る。雄蕊は6個あり、花被片より短い。子房は上位で3室あり、多数の胚珠がある。果実は蒴果で、倒卵形またはやや球形になる。

## 分布
地中海沿岸、東アジア、北アメリカに約20種あり、日本には2種ある。

## 種

### 日本に分布する種
- チシマアマナ Lloydia serotina (L.) Rchb.[2] - 1つの花茎に1花がつく。花被片の基部に腺体がある。日本では、北海道、本州の中部地方以北に分布し、高山の岩地に生育する。国外では、千島列島、樺太、朝鮮半島、中国大陸、ヒマラヤ、コーカサス、北アメリカ、ヨーロッパなど北半球の寒帯に広く分布する[1][3]。
- ホソバノアマナ Lloydia triflora (Ledeb.) Baker[4][5] - 1つの花茎に1-5花がつく。花被片に腺体がない。日本では、北海道、本州、四国、九州に分布し、山地の草原に生育する。国外では、朝鮮半島、中国大陸、千島列島、樺太、カムチャツカ、シベリア、北アメリカに分布する[1]。

- Lloydia serotina
チシマアマナ
- Lloydia triflora
ホソバノアマナ